# Jessica Drake
Jessica Drake (San Antonio, 14 ottobre 1974) è un'attrice pornografica, regista e educatrice statunitense.

## Biografia e carriera pornografica
Lavorò per molti anni in uno strip club a El Paso e ha posato su riviste come Playboy prima di girare il suo primo film pornografico nel 2000. Fu nominata per il premio AVN Best New Starlet nel 2000 che fu poi vinto da Bridgette Kerkove. Nel 2003 ha firmato un contratto con la Wicked Pictures, dopo che il suo precedente con Sin City era scaduto. Nel 2005 ha vinto l'AVN Best Actress per la sua interpretazione in Fluff and Fold, una commedia romantica, e anche l'XRCO come Actress - Single Performance. Nel 2007 ha condotto l'edizione annuale degli AVN Awards.
Tre anni più tardi ha fatto il suo debutto alla regia con What Girls Like. Nel 2009 ha vinto il suo terzo AVN Best Actress, questa volta per Fallen.
Jessica Drake è stata inserita nella Hall of Fame sia dagli AVN che dagli XRCO Awards rispettivamente nel 2010 e 2011. Nel 2012 ha condotto, insieme a Kayden Kross, l'edizione degli XBIZ Awards, e da sola nel 2018.

## Educatrice
Jessica Drake insieme a Wicked Pictures ha lanciato Jessica Drake’s Guide to Wicked Sex, una serie di film educativi a tema erotico. Tiene, inoltre, in tutto il mondo seminari e workshop sull'educazione sessuale, avendo conseguito l'autorizzazione UCLA. Nel febbraio 2014 insieme alla collega Tasha Reign ha tenuto un convegno all'università di Chicago, intitolato Jessica Drake: From Porn to Sex Ed.

## Vita privata
È stata sposata con il collega Evan Stone dal 2002 al 2004, successivamente si è legata al collega Brad Armstrong. Inoltre dal 2014 lavora insieme al marito per un programma intitolato Love Jessica.

## Accuse a Donald Trump
Nel 2016 ha raccontato che Donald Trump, candidato alla presidenza degli Stati Uniti d'America, dopo averla invitata nella propria suite nel 2005 l'avrebbe stretta in un abbraccio e baciata sulle labbra senza il suo consenso.
(Jessica Drake)

## Riconoscimenti
- AVN Awards
  - 2001 – Best Tease Performance per Indigo Nights – Shayla's Web[23]
  - 2005 – Best Oral Sex Scene per The Collector con Chris Cannon e Cheyne Collins[24]
  - 2005 – Best Actress per Fluff and Fold[25]
  - 2007 – Best Actress per Manhunters[26]
  - 2007 – Best All-Girl Sex Scene per FUCK con Katsuni, Felecia e Clara G[27]
  - 2009 –  Best Actress per Fallen[28]
  - 2009 – Best Double Penetration Sex Scene per Fallen con Eric Masterson e Brad Armstrong[29]
  - 2010 – Best Group Sex Scene per 2040 con Kirsten Price, Alektra Blue, Mikayla Mendez, Kaylani Lei, Tory Lane, Jayden James, Kayla Carrera, Randy Spears, Brad Armstrong, Rocco Reed, Marcus London, Mick Blue e T.J. Cummings[30]
  - 2010 – Hall of Fame[31]
  - 2014 – Best Safe Sex Scene per Sexpionage: The Drake Chronicles con Brad Armstrong[32]
  - 2016 – Mainstream Star of the Year[33]
  - XBIZ Awards
  - 2015 – Best Actress - Parody Release per Snow White XXX: An Axel Braun Parody[34]
  - 2017 – Sexpert of the Year[35]
  - 2018 – Best Scene - Feature Movie per An Incovenient Mistress con Ryan Driller e Michael Vegas
- XRCO Award
  - 2005 – Actress – Single Performance per Fluff and Fold[36]
  - 2009 – Actress – Single Performance per Fallen[37]
  - 2011 – Hall of Fame[38]
  - 2016 – Mainstream Adult Media Favorite[39]
- Night Moves Magazine
  - 2002 – "Editor's Choice" per la migliore attrice
- Adult Stars Magazine
  - 2003 – "Consumers' Choice" per la miglior attrice

## Filmografia

### Attrice
- Behind The Scenes 1 (1999)
- Carnivorous (1999)
- Dirty Dancers 17 (1999)
- Epiphany (1999)
- Exhibitionist 1 (1999)
- Fire And Ice (1999)
- Midas Touch (1999)
- Modern Love (1999)
- North Pole 9 (1999)
- Perfect Pink 4: Wired Pink Gang Bang (1999)
- Perfect Pink 6: Orgy (1999)
- Pickup Lines 42 (1999)
- Pretty Girls (1999)
- Pure Sex 2 (1999)
- Pussyman's Decadent Divas 4 (1999)
- Pussyman's Millennium Madness (1999)
- Reunion (1999)
- United Colors Of Ass 3 (1999)
- Visions Of X (1999)
- Adrenaline (2000)
- American Nymphette 1 (2000)
- Ass Angels 1 (2000)
- Beast (2000)
- Behind the Scenes: Sex Island (2000)
- Belle de Jour (2000)
- Best of Perfect Pink 1 (2000)
- Blonde Brigade (2000)
- Caribbean Undercover (2000)
- Changes (II) (2000)
- Dirty Movies (2000)
- Dream Quest (2000)
- Fallen Star (2000)
- Farmer's Daughters Down on the Farm (2000)
- Fleshtones (2000)
- Ghostly Desires (2000)
- Girl Thing 4 (2000)
- Her Secret Life (2000)
- Internal Affairs 3 (2000)
- Las Vegas Revue 2000 (2000)
- Master's Choice 6 (2000)
- Paradise Hole (2000)
- Puritan Magazine 24 (2000)
- Pussyman's Spectacular Butt Babes 1 (2000)
- Secret World (2000)
- Sex Across America 2 (2000)
- Sex Acts (2000)
- Sex Crimes (2000)
- Sex Island (2000)
- Shadowland (2000)
- Shayla's Web (2000)
- Smoker (2000)
- Sorority Sex Kittens 4 (2000)
- Spellbound (2000)
- Taboo Of Tarot (2000)
- Toe Story (2000)
- Trailer Trash Nurses 1 (2000)
- Trailer Trash Nurses 2 (2000)
- Trick Baby (2000)
- Under the Cherry Tree 1 (2000)
- Underworld (2000)
- Video Adventures of Peeping Tom 22 (2000)
- Wet Dreams 6 (2000)
- Wet Dreams 8 (2000)
- Women In Control (2000)
- Ecstasy Girls 3 (2001)
- Ecstasy Girls Raw and Uncensored 2 (2001)
- Fetish Nation (2001)
- Gina Ryder AKA Filthy Whore (2001)
- Hi Infidelity (2001)
- Hotel Tales (2001)
- Invitation (2001)
- Jessica Drake AKA Filthy Whore (2001)
- Kash (2001)
- Limbo (2001)
- Match Maker (2001)
- Naked Pictures (2001)
- Obsession (2001)
- Quiver (2001)
- Rude Girls 4 (2001)
- Stringers 3 (2001)
- Stringers 4 (2001)
- Tango (2001)
- Teri Weigel AKA Filthy Whore (2001)
- Think Pink (2001)
- XXX White Trash (2001)
- 100% Blowjobs 1 (2002)
- 100% Blowjobs 2 (2002)
- 100% Blowjobs 5 (2002)
- About a Woman (2002)
- Adult Video News Awards 2002 (2002)
- American Girls 1 (2002)
- Asia and Friends Exposed (2002)
- Behind the Scenes of Dripping Wet Sex 1 (2002)
- Boss (2002)
- Criss Cross (2002)
- Cum Shot Starlets (2002)
- Devinn Lane Show 3: Attack of the Divas (2002)
- Dripping Wet Sex 4 (2002)
- Ecstasy Girls Platinum 1 (2002)
- Falling From Grace (2002)
- Fluffy Cumsalot, Porn Star (2002)
- Friends And Lovers (2002)
- Girl Talk (2002)
- Gypsy Curse (2002)
- Hell On High Heels (2002)
- Jenna And Jessica Exposed (2002)
- Jessica And Shayla Exposed In New Zealand (2002)
- Killer Sex (2002)
- Last Resort (2002)
- Naughty Bedtime Stories 1 (2002)
- Naughty Pink (2002)
- On Location With Simon Wolf (2002)
- Pussy Sweat (2002)
- Pussyman's Spectacular Butt Babes 4 (2002)
- Sex Secrets Of A Centerfold (2002)
- Splendor (2002)
- Touched for the First Time (2002)
- Ultimate Firsts (2002)
- When The Boyz Are Away The Girlz Will Play 8 (2002)
- 100% Blowjobs 22 (2003)
- Adult Video News Awards 2003 (2003)
- Angelique (2003)
- Assignment (2003)
- Ball Busters (2003)
- Behind Closed Doors (2003)
- Best of JKP Couples 1 (2003)
- City Of Sin (2003)
- Cruel Seductions (2003)
- Delicious Pink (2003)
- Devinn Lane Show 5: Saving The Best For Last (2003)
- Extreme Behavior 1 (2003)
- Hitman (2003)
- Improper Conduct (2003)
- In Defense (2003)
- Inside The Mind Of Chloe Jones (2003)
- Island Girls (2003)
- Jessica's Place (2003)
- JKP Hardcore 1 (2003)
- Midnight Kiss (2003)
- Naughty Bottoms (2003)
- No Limits (2003)
- Ozporns Go To Hell (2003)
- Sex and Romance (2003)
- Sex for Sale (2003)
- Sex Trials (2003)
- Space Nuts (2003)
- Stripped: Carmen Luvana (2003)
- Suspicious Minds (2003)
- Tell Me What You Want 1 (2003)
- Tight Bottoms (2003)
- What Girls Like (2003)
- Wicked Sex Party 5 (2003)
- Wicked Sorceress (2003)
- Without You (2003)
- 100% Blowjobs 26 (2004)
- 100% Blowjobs 29 (2004)
- Adult Video News Awards 2004 (2004)
- Art Of Anal 2 (2004)
- Art of Double Penetration (2004)
- Art Of Oral Group Sex (2004)
- Award Winning Sex Scenes (2004)
- Best of Jessica Drake (2004)
- Can Buy Me Love (2004)
- Collector (2004)
- Eye of the Beholder (2004)
- Fluff And Fold (2004)
- Highway (2004)
- Jaw Breakers 4 (2004)
- Jenna Uncut and Uncensored (2004)
- Killer Sex and Suicide Blondes (2004)
- Kink Club 2 (2004)
- KSEX Games 2004 (2004)
- Love Those Curves (2004)
- Mood Ring (2004)
- Nuttin' Hunnies 1 (2004)
- One Man's Obsession (2004)
- Pickup Lines 83 (2004)
- Slave To Love (2004)
- Valley 911 (2004)
- Wicked Divas: Julia Ann (2004)
- Writer's Block (2004)
- Beautiful / Nasty 3 (2005)
- Blondes Asses And Anal (2005)
- But I'm With the Band (2005)
- Camp Cuddly Pines Power Tool Massacre (2005)
- Clam Smackers (2005)
- Clusterfuck (2005)
- Curse Eternal (2005)
- Doggy Style (2005)
- Eternity (2005)
- Forever Stormy (2005)
- Guide to Eating Out (2005)
- Halloweenies And Wenches (2005)
- Lettin' Her Fingers Do The Walking (2005)
- Lovers Lane (2005)
- Perfect Life (2005)
- Sold (2005)
- Wicked Sex Party 7 (2005)
- Creme Brulee (2006)
- Fling (2006)
- Fuck (2006)
- House Sitter (2006)
- Jenna's Depraved (2006)
- Manhunters (2006)
- Missionary Impossible (2006)
- Mobster's Ball 1 (2006)
- On Golden Blonde (2006)
- Tiffany's (2006)
- Wicked MVP: Kirsten (2006)
- Blonde Legends (2007)
- Butt I Like It (2007)
- Coming Home (2007)
- Craving (2007)
- Delilah (2007)
- Girl in 6C (2007)
- Love Always (2007)
- Potty Mouth (2007)
- Saturday Night Beaver (2007)
- White Water Shafting (2007)
- 50 State Masturbate (2008)
- Accidental Hooker (2008)
- Artist (2008)
- Award Winning 3 Way Scenes (2008)
- Bad Girls (2008)
- Breast Side Story (2008)
- Cockstar (2008)
- Dating 101 (2008)
- Fallen (2008)
- Gallop on His Pole (2008)
- Kissing Girls (2008)
- Public Service (2008)
- Red White And Goo (2008)
- Seduction (2008)
- Star 69: Strap Ons (2008)
- Tasty (2008)
- What Girls Like (2008)
- When MILFs Attack (II) (2008)
- 2040 (2009)
- 30 Love (2009)
- Always and Forever (2009)
- Fuck Face (II) (2009)
- House of Wicked (2009)
- Hush (2009)
- Lies (2009)
- Mobster's Ball 2 (2009)
- Revenge Inc. (2009)
- Spin the Bottle (2009)
- 3 Days in June (2010)
- 4Some (2010)
- Alibi (2010)
- Bangover (2010)
- Drenched in Love (2010)
- Hooked (Wicked) (2010)
- Speed (2010)
- Tattle Tale (2010)
- Wicked Games (2010)
- About Jessica (2011)
- All Sexed Up (2011)
- Friends with Benefits (II) (2011)
- Horizon (2011)
- In Your Dreams (2011)
- Jenna Is Timeless (2011)
- Jessica Drake's Guide to Wicked Sex: Anal (2011)
- Jessica Drake's Guide to Wicked Sex: Fellatio (2011)
- Jessica Drake's Guide to Wicked Sex: Female Masturbation (2011)
- Jessica Drake's Guide to Wicked Sex: Positions Basic (2011)
- Next Friday Night (2011)
- Office Encounters (2011)
- Playboy Radio (2011)
- Playboy Radio 6 (2011)
- Private Lessons (2011)
- Rocki Whore Picture Show: A Hardcore Parody (2011)
- Screw Love, Let's Fuck (2011)
- Sexy (2011)
- Superstar Talent (2011)
- Wicked Digital Magazine 3 (2011)
- Wicked Digital Magazine 4 (2011)
- ASSministrators ASSistant (2012)
- Babe Buffet: All You Can Eat (2012)
- Countdown (2012)
- Craving 2 (2012)
- Crazy in Love (2012)
- Cuntry Girls (2012)
- Jessica Drake's Guide to Wicked Sex: Anal Play for Men (2012)
- Jessica Drake's Guide to Wicked Sex: G-Spot and Female Ejaculation (2012)
- Lesbian Romance (2012)
- Love Story (2012)
- Men in Black: A Hardcore Parody (2012)
- Sassy Ass (2012)
- Tuna Helper (2012)
- Jessica Drake's Guide To Wicked Sex: Woman to Woman (2013)
- Sex (2013)
- Tuff Love (2013)
- Wanted, regia di Stormy Daniels (2015)

### Regista
- What Girls Like (2008)
- 3 Days in June (2010)
- Jessica Drake's Guide to Wicked Sex: Anal (2011)
- Jessica Drake's Guide to Wicked Sex: Anal Play for Men (2012)
- Jessica Drake's Guide to Wicked Sex: Fellatio (2011)
- Jessica Drake's Guide to Wicked Sex: Female Masturbation (2011)
- Jessica Drake's Guide to Wicked Sex: G-Spot and Female Ejaculation (2012)
- Jessica Drake's Guide to Wicked Sex: Positions Basic (2011)
- Jessica Drake's Guide To Wicked Sex: Woman to Woman (2013)